# Dianoconodon
Dianoconodon is een geslacht van uitgestorven zoogdieren uit de Morganucodonta. Dit dier leefde tijdens Vroeg-Jura in oostelijk Azië.

## Fossiele vondsten
Fossielen van Dianoconodon zijn gevonden in de Lufeng-formatie in de Chinese provincie Yunnan. De vondsten hebben een ouderdom van 201 tot 184 miljoen jaar. Uit de Lufeng-formatie zijn ook de verwante zoogdierachtigen Morganucodon en Hadrocodium evenals vroege dinosauriërs bekend.

## Kenmerken
De anatomie van de gehoorbeentjes bevond zich bij Dianoconodon in een tussenfase in de ontwikkeling van deze structuren  binnen de zoogdieren van meerdere botten in de onderkaak naar kleine beentjes die alleen voor het gehoor gebruikt worden bij zoogdieren uit de kroongroep. De gehoorbeentjes waren bij Dianoconodon nog wel verbonden met de onderkaak, maar waren niet meer geschikt om om te gaan met krachten ten gevolge van het kauwen.